# Jämsä

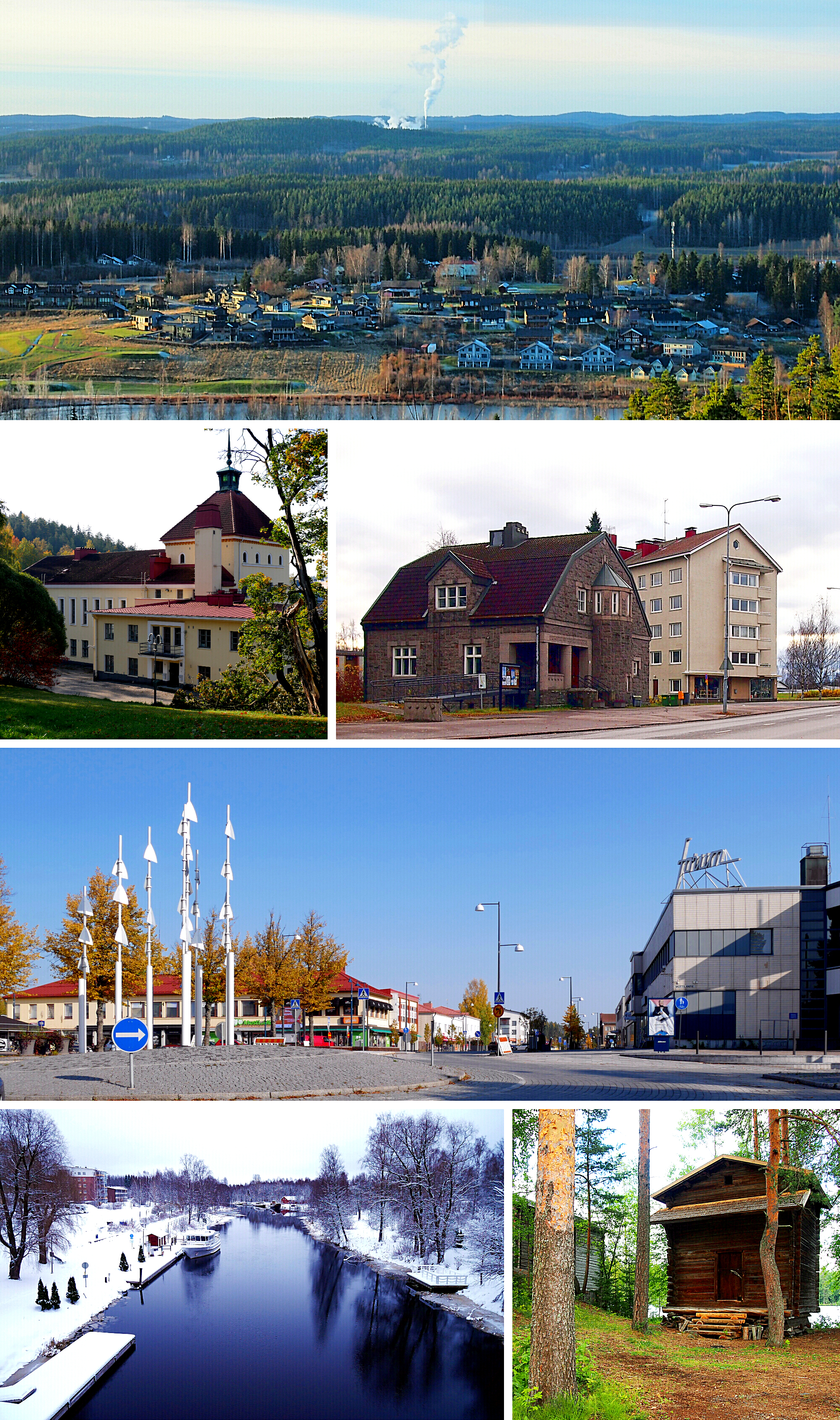
Jämsä

Jämsä [ˈjæmsæ] ist eine Stadt in Mittelfinnland mit 19.347 Einwohnern (Stand 31. Dezember 2022).

## Geographie
Jämsä liegt im Südwesten der Landschaft Mittelfinnland an der Grenze zu Pirkanmaa am Fluss Jämsänjoki westlich des Sees Päijänne. Jyväskylä, die Hauptstadt Mittelfinnlands, liegt 58 Kilometer nordöstlich, Tampere 92 Kilometer südwestlich.
Das administrative Stadtgebiet umfasst ein ausgedehntes, größtenteils ländlich geprägtes Gebiet von insgesamt 1824 Quadratkilometern. Entsprechend niedrig ist die Bevölkerungsdichte mit 12,3 Einwohnern pro Quadratkilometer. Das Gebiet von Jämsä umfasst sechs Siedlungszentren (taajama): Seppola (die eigentliche Kernstadt von Jämsä), Jämsänkoski, Kaipola, Halli, Länkipohja und Koskenpää.
Nachbarstädte und -gemeinden von Jämsä sind Jyväskylä im Nordosten, Luhanka im Osten, Kuhmoinen im Süden, Orivesi und Juupajoki im Südwesten, Mänttä-Vilppula und Keuruu im Nordwesten sowie Petäjävesi im Norden.

## Geschichte
Das Kirchspiel Jämsä besteht bereits seit dem Mittelalter und wurde 1442 erstmals urkundlich erwähnt. Das alte Kirchspiel war flächenmäßig deutlich größer als das heutige Jämsä und wird daher auch als Groß-Jämsä bezeichnet. In den 1860er-Jahren lösten sich die ehemaligen Kapellengemeinden Korpilahti (samt Muurame und Säynätsalo) sowie Petäjävesi als eigenständige Gemeinden aus Jämsä. Von dem verbliebenen Gebiet von Jämsä wurden wiederum 1926 die Gemeinden Jämsänkoski und Koskenpää abgespalten. 1969 wurde Jämsä zu einem Marktflecken (kauppala) erhoben, das Stadtrecht erhielt der Ort 1977.
In den 2000er-Jahren vergrößerte sich das Gebiet von Jämsä durch eine Reihe von Gemeindefusionen wieder: 2001 wurde die Gemeinde Kuorevesi eingemeindet. 2007 erweiterte sich das Stadtgebiet nochmals durch die östlichen Teile der aufgelösten Gemeinde Längelmäki. Zum Jahresbeginn 2009 vereinigte sich Jämsä wieder mit Jämsänkoski (zu dem seit 1969 auch Koskenpää gehörte).

## Wirtschaft

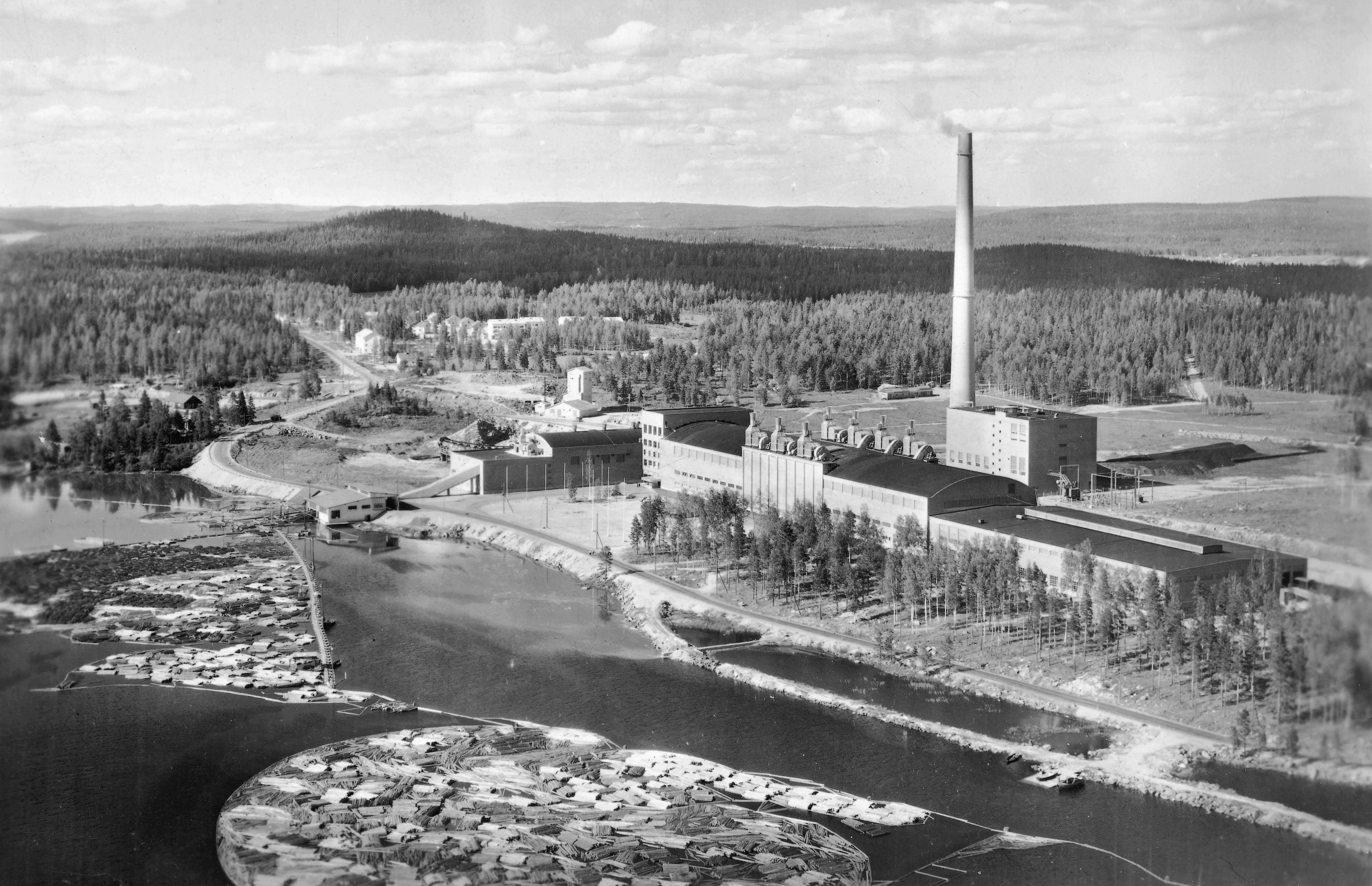
Die Papierfabrik von Kaipola in den 1950er Jahren

Jämsä ist recht stark industrialisiert. Im Jahr 2006 arbeiteten von den erwerbstätigen Einwohnern im alten Stadtgebiet (ohne Längelmäki und Jämsänkoski) 31,6 % im Industriesektor. Der Papierkonzern UPM-Kymmene unterhält zwei Papierfabriken in Kaipola und Jämsänkoski, die zusammen knapp 1300 Menschen beschäftigen.
Jämsä zählt zu den bedeutendsten Städten der finnischen Luftfahrt. Während des Winterkrieges wurde in ihr ein Flugfeld sowie eine Flugzeugfabrik errichtet, in der Militärflugzeuge repariert wurden. Gegenwärtig befindet sich dort die Fabrik des Rüstungserzeugers Patria, die Technische Schule der Luftstreitkräfte und ein Probeflugzentrum. Außerdem gibt es in Kuorevesi ein Luftfahrtmuseum.
Ein wichtiger Wirtschaftsfaktor in Jämsä ist außerdem der Skiort Himos. Trotz der eher bescheidenen Höhe des Berges (der maximale Höhenunterschied der Pisten beträgt 151 Meter) gehört Himos zu den fünf größten Skisportzentren Finnlands, da es von den großen Ballungsräumen Südfinnlands weitaus aus besser zu erreichen sind als die Skiorte Nordfinnlands. Das 1984 eröffnete Skisportzentrum Himos verfügt über 21 Pisten, 15 Skilifte und ein Langlaufloipennetz von 16 Kilometern Länge. Insgesamt stehen rund 4000 Betten für Besucher zur Verfügung. Außerhalb der Skisaison finden das Rockfestival Himos Festival zur Mittsommernacht statt.
Von 1964 bis 1995 war Jämsä auch Skisprungzentrum. Im südlichen Teilort Kaipola diente die Pitkävuori-Schanze als Austragungsort für nationale Wettbewerbe. Die starke Windanfälligkeit, Schwierigkeiten mit der Sicherheit sowie die Konkurrenzsituationen zwischen den anderen beiden Skisprungzentren in Lahti und Jyväskylä führten Mitte der 1990er Jahre schließlich dazu, dass der Betrieb der Schanzenanlage eingestellt wurde. Bekanntheit erlangte die Großschanze dadurch, dass sie Drehort von zwei Werbespots des Automobilbauers Audi war.

## Politik

### Verwaltung
Die stärkste Partei in Jämsä sind die Sozialdemokraten mit 13 von 43 Sitzen im Gemeinderat, der höchsten Entscheidungsinstanz bei lokalen Angelegenheiten, gefolgt von der Zentrumspartei mit acht Sitzen. Auch die dritte große Partei Finnlands, die Nationale Sammlungspartei, ist mit sieben Abgeordneten recht stark. Weiterhin im Stadtrat vertreten sind das Linksbündnis mit sechs sowie mit je einem Sitz die Christdemokraten, der Grüne Bund, die rechtspopulistischen Basisfinnen sowie die „Seniorenpartei.“ Fünf Mandate entfielen auf ein lokales Wählerbündnis, das unter dem Namen uusijamsa.fi antrat.
| Partei                    | Wahlergebnis 2008 | Sitze |
| ------------------------- | ----------------- | ----- |
| Sozialdemokraten          | 29 %              | 13    |
| Zentrumspartei            | 17,6 %            | 8     |
| Nationale Sammlungspartei | 15,7 %            | 7     |
| Linksbündnis              | 12,8 %            | 6     |
| uusijamsa.fi              | 10,5 %            | 5     |
| Grüner Bund               | 3,7 %             | 1     |
| Christdemokraten          | 3,3 %             | 1     |
| Seniorenpartei            | 3,3 %             | 1     |
| Basisfinnen               | 2,9 %             | 1     |

### Wappen

Wappen von Jämsä

Altes Wappen von Jämsä

Seit der Gemeindefusion von 2009 führt Jämsä das ehemalige Wappen von Jämsänkoski weiter. Es wurde 1954 vom Heraldiker Gustaf von Numers entworfen. Die Blasonierung des Wappens lautet: Im roten Wappen mit einer silbernen Kette aus eckigen Gliedern als Bord liegt ein silbernes Mühleisen. Das Mühleisen symbolisiert die alten Wassermühlen von Jämsänkoski, aus denen im 19. Jahrhundert die Industriebetriebe des Ortes hervorgingen. Die Kette ist ein gemeinsames Element in den Wappen von Jämsä und den daraus hervorgegangenen Gemeinden Jämsänkoski und Koskenpää.
Das alte Wappen von Jämsä war von 1953 bis 2008 in Gebrauch und stammt ebenfalls aus der Feder von Gustaf von Numers. Es zeigte in Rot eine silberne Kette mit eckigen Gliedern als Bord um einen silbernen gold gepitzten und befiederten mit goldenem Band geschnürten Pfeilbündel. Das Pfeilbündel weist auf die historische Bedeutung des Gebiets von Jämsä als Jagdgrund der Hämeer hin, während die Anzahl der Pfeile für die sieben aus Groß-Jämsä hervorgegangenen Gemeinden steht.

## Persönlichkeiten
- Ali Aaltonen (1884–1918), Leutnant in der Armee des Russischen Reichs, Journalist und Kommunistenführer
- Pentti Kokkonen (* 1955), Skispringer
- Kyösti Lehtonen (1931–1987), Ringer
- Joonas Nättinen (* 1991), Eishockeyspieler
- Kristian Pulli (* 1994), Leichtathlet
- Merja Rantanen (* 1980), Orientierungsläuferin, in Jämsänkoski geboren